# 1636
سنة 1636 كانت سنة بسيطة تبدأ يوم الثلاثاء (الرابط يظهر نموذج التقويم الكامل للسنة) من التقويم اليولياني.

## أحداث
- تأسيس جامعة هارفارد.

## مواليد
- بالتازار كيندرمان
- محمد شفيع الأسترآبادي

## وفيات
- محمد بن أبي بكر الدلائي، شيخ الزاوية الدلائية.